# ゼノサーガ フリークス
『ゼノサーガ フリークス』 (Xenosaga Freaks) はゼノサーガを題材にしたバラエティソフト。2004年6月24日に発売された「ゼノサーガ エピソードII」に向けたファンディスクとして2004年4月28日に発売された。

## 概要
アドベンチャーゲーム「ぜのコミ」、パズルゲーム「ことばのパズル ぜのぴったん」、データベース「エンサイクロペディア オブ ゼノサーガ」、そして「ゼノサーガ エピソードII 善悪の彼岸」の体験版が収録されている。

### ぜのコミ
ゼノサーガを題材にしたドタバタコメディタッチのアドベンチャーゲーム。外伝としてのオリジナルの内容になっている。
ゼノサーガ本編は3Dポリゴンで描かれているが、ぜのコミではアニメタッチのイラストで表現されている。
「シオン」「KOS-MOS」「ジギー」「M.O.M.O.」「ケイオス」「Jr.」の6人の主人公がおり、選んだ主人公によって異なる視点からストーリーを体験できる。さらに全員でクリアすると7人目のキャラクターでプレイ可能に。

### ことばのパズル ぜのぴったん
ナムコから発売されている『ことばのパズル もじぴったん』をベースにゼノサーガ風にアレンジしたパズルゲーム。ステージごとに決められた文字を使い、条件をクリアしていく。BGMは全てオリジナルで、ゼノサーガの出演声優によるボーカル曲になっている。ステージの題材がモモやコスモスになっていたり、使用可能な単語にゼノサーガのものが追加されていたりとゼノづくしになっている。
1人プレイだけでなく2人での対戦プレイも可能で、クリア後には相性診断も行われる。

### エンサイクロペディア オブ ゼノサーガ
ゼノサーガの用語集。文字だけでなく画像や音声、ムービーも収録されている。用語は他のモードをクリアするごとに増えていく。

### ゼノサーガ エピソードII 体験版
2004年6月24日に発売されたRPG『ゼノサーガ エピソードII』の一部を先行収録している。

## 予約特典
予約購入時の特典として『ことばのパズル ぜのぴったん』のBGMに使用されているキャラクターソングや設定資料を収録した非売品のエンハンスドCDが付帯された。
- 「ことばのパズル　ぜのぴったん」挿入歌
  1. estrellita　/シオン（前田愛）
  2. [ai]　/KOS-MOS（鈴木麻里子）
  3. paradox　/M.O.M.O.（宍戸留美）
  4. ふたりのぜのぴったん　/シオン（前田愛），KOS-MOS（鈴木麻里子），M.O.M.O.（宍戸留美）
  5. ラジオ風「ゼノサーガ　フリークス」挿入歌トーク　/前田愛，鈴木麻里子，宍戸留美

作曲：神前暁（#1#2#4）、大久保博（#3）
- 設定資料集
- モーションキャプチャー撮影ドキュメント#1
- モーションキャプチャー撮影ドキュメント#2
- 壁紙
- スクリーンセーバー
- システムボイス